# Campanula microdonta
Campanula microdonta är en klockväxtart som beskrevs av Gen-Iti Koidzumi. Campanula microdonta ingår i släktet blåklockor, och familjen klockväxter. Inga underarter finns listade i Catalogue of Life.